# Joan Root
Pour les articles homonymes, voir Root.
Joan Root, née le 18 janvier 1936, morte le 13 janvier 2006, est une cinéaste et une défenseuse de l'environnement  kényane, nommée aux Oscars du cinéma, morte assassinée
. Avec son mari, Alan Root, elle a réalisé une série de  films sur la faune sauvage. Le couple a divorcé en 1981.

## Biographie
Née à Nairobi , en 1936, sous le nom de Joan Wells-Thorpe, elle est la fille de Edmund Thorpe, un banquier britannique qui a immigré au Kenya pour commencer une nouvelle vie et est devenu un riche planteur de café. Sa mère est Lilian (Johnnie) Thorpe née Walker.
Elle et son mari Alan Root sont des pionniers de tournage cinématographique consacrés à des migrations animales, sans interférence d'acteurs humains. Leurs films ont été commentés par d'éminents acteurs comme Orson Welles, David Niven, James Mason ou encore Ian Holm. Leur documentaire de 1978 pour la série Survival, Mysterious Castles of Clay, consacré aux clonies de termites et commenté par Orson Welles, a été nommé pour les Oscars du cinéma dans la catégorie Meilleur Documentaire, et a reçu un Peabody Award . 
Les Root ont fait découvrir la faune africaine à Dian Fossey,.Ils ont également permis à Jacqueline Kennedy Onassis de découvrir le Kenya de leur ballon, et couvert une grande partie de l'Afrique dans leur célèbre monomoteur Cessna, leur voiture amphibie, et leur fameuse montgolfière,,. Après leur divorce, en 1981, Joan Root a reçu leur ferme du Lac Naivasha, leur avion et un règlement en espèces en paiement des droits sur les films réalisés ensemble.
Dans les années qui ont suivi, Joan Root s'est impliquée dans des projets de conservation du Lac Naivasha et des environs, avec le soutien des scientifiques et des bénévoles du Earthwatch Institute. Elle a également dirigé et financé les actions anti-braconnages  dans la région. Ces actions, notamment sur la pêche et la capture en quantités excessives de poissons de petites tailles ont provoqué des controverses avec certains habitants de la région.
Dans les dernières années de sa vie, elle est l'objet de harcèlement, de menaces et d'agressions.. Après un cambriolage, en septembre 2005, quatre mois avant son assassinat, elle fait installer des portes en acier, mais reste sur place. Le 13 janvier 2006, cinq jours avant son 70e anniversaire, elle est assassinée à son domicile du Lac Naivasha par quatre hommes armés de AK-47. Des hommes ont été arrêtés et inculpés de meurtre à la suite de cet assassinat, mais ont été acquittés en août 2007. Les commanditaires n'ont jamais été identifiés non plus.

## Filmographie
- Mizma: Portrait of a Spring (1972)
- Baobab: Portrait of a Tree (1973)
- Balloon Safari Over Kilimanjaro (1975)
- Year of the Wildebeest (1976)
- Mysterious Castles of Clay (1978)
- Lights, Camera, Africa (1980)
- The Blood of the Rose (2009) (Sheffield Green Award)